# 西田百合子
西田 百合子 （にしだ ゆりこ　1955年（昭和30年）9月7日 - ）は、テレビ朝日の元アナウンサー。
東京都豊島区生まれ。東京都立三田高等学校、千葉大学工学部卒業。
1978年にテレビ朝日へ入社。入社後の同年7月から「明日の天気」を担当。現在は退社。
身長161cm（1980年当時）。弟がいる。

## 出演番組
報道・ワイドショー番組
| 期間      | 期間      | 番組名            | 役職               |
| --------- | --------- | ----------------- | ------------------ |
| 1980年4月 | 1982年9月 | 女のひろば        | 司会               |
| 1982年4月 | 1984年3月 | ANNニュースセブン | 週末担当キャスター |

その他
- 明日の天気
- ミッドナイトショー
- みどりの窓口
- 大井競馬中継